# لينكولن شتاين
لينكولن شتاين (بالإنجليزية: Lincoln Stein)‏ هو معلوماني حيوي ‏ أمريكي، ولد في 1960.